# Zonsverduistering van 16 januari 2094

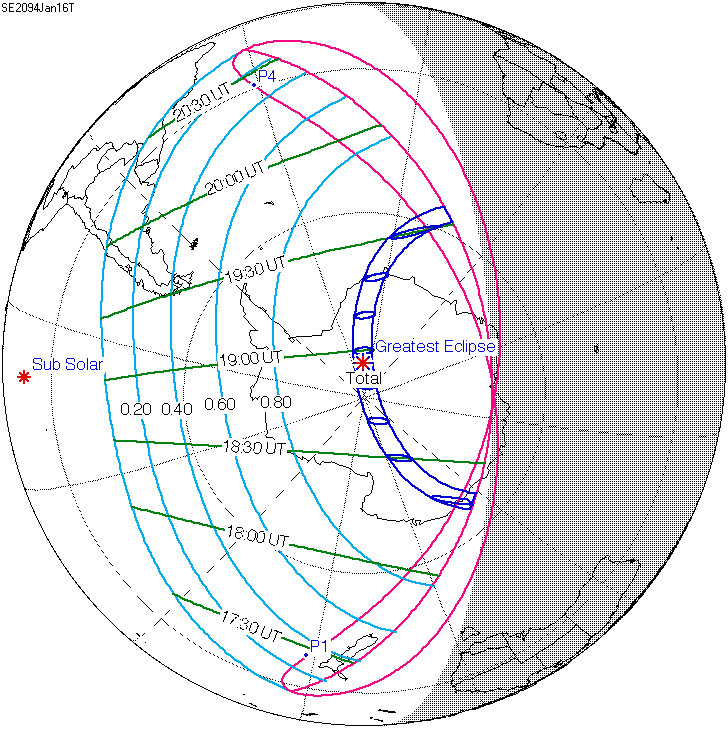
De zonsverduistering is te zien tussen de blauwe lijnen.

De totale zonsverduistering van 16 januari 2094 trekt veel over zee en is op land alleen te zien op Antarctica.

## Lengte

### Maximum
Het punt met maximale totaliteit ligt op Antarctica op coördinatenpunt 84.7737° Zuid / 10.5592° West en duurt 1m51,5s.

### Limieten
| Fenomeen                    | Code | Tijdstip UTC  |
| --------------------------- | ---- | ------------- |
| Eerste contact bijschaduw   | P1   | 16:50:14.1 UT |
| Eerste contact kernschaduw  | U1   | 18:17:54.2 UT |
| Kernschaduw compleet vanaf  | U2   | 18:22:14.7 UT |
| Bijschaduw compleet vanaf   | P2   | Niet          |
| Maximum eclips              | GE   | 18:56:12.1 UT |
| Bijschaduw compleet t/m     | P3   | Niet          |
| Kernschaduw compleet t/m    | U3   | 19:30:15.4 UT |
| Laatste contact kernschaduw | U4   | 19:34:37.0 UT |
| Laatste contact bijschaduw  | P4   | 21:02:12.9 UT |